# Демидюк Лілія Мирославівна
Демидюк Лілія Мирославівна (27 вересня 1983 року м. Львів) — українська письменниця і літературознавець, кандидат філологічних наук, перекладач, журналіст. Автор двох збірок поезій, численних публікацій поезії та прози в літературних альманахах та періодичних виданнях. Переможець Міжнародного літературного конкурсу «Гранослов», лауреат Міжнародного літературного конкурсу «Привітання життя».
Виключена з лав Національної спілки письменників України рішенням Секретаріату організації від 26.10.2023 р. з формулюванням «за недотримання статутних норм».

## Біографія
Лілія Демидюк народилася 27 вересня 1983 року у м. Львові. У 1997 році закінчила музичну школу № 5 м. Львова по класу фортепіано. У 2000 році закінчила СШ №80 з поглибленим вивченням іспанської мови. У шкільні роки відвідувала літературну студію Марії Людкевич, була переможцем багатьох міських та обласних літературних конкурсів. Закінчила Львівський національний університет ім. І.Франка. За фахом філолог, літературознавець, кандидат філологічних наук. До сфери наукових зацікавлень належать авторський міф, функціональні аспекти символів, поезія XX століття. 

### Книги
- збірка поезій «Авангарди пустель» (К.,2002),
- збірка поезій «Піраміди з піску» (Париж-Львів-Цвікау: Зерна, 2005).

- редактор та упорядник літературно-мистецького видання «Грона» (Львів, 2006, вип. 1).
- автор ідеї та співупорядник антології сучасної української смакової поезії «М'якуш» (Харків: Фоліо, 2012).

#### Наукові праці
1. Демидюк Л. Київська школа поезії в літературно-критичних оглядах сучасників. Основні риси творчості / Лілія Демидюк // Мандрівець. – 2005. – № 2 (березень – квітень). – С. 40 – 48.
2. Демидюк Л. Мотиви індивідуальної есхатології у поетичному циклі М.Воробйова “Енергія кінця світу” / Лілія Демидюк // Мандрівець. – 2005. – № 5 (вересень – жовтень). – С. 54 – 61.
3. Демидюк Л. Символи як елементи вертикального контексту та їх семантика у поезії М. Воробйова / Лілія Демидюк // Літературознавчі обрії. Праці молодих учених України. – Вип.12. – К. : Ін-т літ. ім. Т.Г.Шевченка НАН України, 2006. – 284 с. – С. 212 – 223.
4. Демидюк Л. Символ як засіб організації художнього тексту (за романом І.Павлюка «Мезозой») / Лілія Демидюк // Слово і час. – 2006. – № 7. – С. 49 – 55.
5. Демидюк Л. Авторський міф як спроба реконструкції дійсності / Лілія Демидюк // Література. Фольклор. Проблеми поетики: Зб. Наук. Праць. – Вип. 24. – Ч. 1. – К. : Акцент, 2006. – С. 398 – 414.
6. Демидюк Л. Інтерпретація вірша “Сон” М.Воробйова у контексті “київської школи” / Лілія Демидюк // Слово і час. – 2007. – № 5. – С. 66 – 77.
7. Демидюк Л. До проблеми інтерпретації літератури в сучасному українському освітньому процесі / Лілія Демидюк // Дивослово. – 2007. – № 8. – С. 16 – 17.
8. Демидюк Л. Проблема авторського міфу в українському літературознавстві / Лілія Демидюк // Питання літературознавства : Науковий збірник. – Вип.75. – Чернівці : Рута, 2008. – 360 с. – С. 304 – 317.
9. Демидюк Л. Концепція прамови у поезії М.Воробйова та філософії М.Гайдеґґера / Лілія Демидюк // Вісник Львів. Ун-ту. Серія філологічна. – 2008. – Вип. 44. – Ч. 1. – С. 61 – 71.
10. Демидюк Л. Міф як текст в аспекті взаємовідносин міфу та літератури / Лілія Демидюк // Studia metodologica. Новітня теорія літератури і проблеми літературної антропології. – Вип. 24. – Тернопіль, 2008. – С. 27 – 31.
11. Демидюк Л.М. Міфологічна парадигма поезій Миколи Воробйова : автореф. дис. на здобуття наук. ступеня канд. філолог. наук : спец. 10.01.06 «Теорія літератури» / Демидюк Лілія Мирославівна. – Львів, 2010. – 21 с.

#### Літературно-критичні статті
1. Демидюк Л. Мезозой сучасної епохи / Лілія Демидюк // Дзвін. – 2007. – № 4. – С. 140 – 141.
2. Демидюк Л.. Читання як співтворчість / Лілія Демидюк // Літературний Львів. – 2007. – № 5. – С. 13 – 14.
3. Демидюк Л. Спроба любові та спокуса зневіри. Роздуми про творчість Оксани Шморгун / Лілія Демидюк // Дзвін. – 2008. – № 4. – С. 146 – 149.
4. Демидюк Л. Любов як природній стан у повісті Оксани Пронюк «Невиплач моєї сльози…» / Лілія Демидюк // Гуманістичний вісник 2009. – Львів : Українські технології, 2009. – 597 с. – С. 449 – 451.
5. Демидюк Л. Янголи і квіти посеред міста: в очікування чуда [Архівовано 29 серпня 2012 у Wayback Machine.]
6. Демидюк Л. Дебютний роман Марії Ряполової «Бурецвіт» [Архівовано 12 травня 2012 у Wayback Machine.]
7. Демидюк Л. Чи сумісні любов і сила? Шлях до себе [Архівовано 28 серпня 2012 у Wayback Machine.]

#### Поезія
1. Лілія Демидюк. Поезія / Лілія Демидюк // Літературний Львів. — 1998. — ч. 74 (12). — С.31.
2. Лілія Демидюк. Кольоровий ланцюг снів (добірка поезій) / Лілія Демидюк // Голоси кольорового вітру : альманах / [упор. Марія Людкевич]. — Львів : Афіша, 1998. — 128 с. — С. 35 — 38.
3. Лілія Демидюк. А я люблю з вітрами дощ… (добірка поезій) / Лілія Демидюк // «Привітання життя»’98 : [зб. поезій учасн. Конкурсу на здобуття Літ. премії ім. Б.-І.Антонича за 1998 р. / упор. Ігор Павлюк]. — Львів : Каменяр, 1999. — 145 с. — С. 61 — 63.
4. Лілія Демидюк. Вогнецвіт семизір'я (добірка поезій) / Лілія Демидюк // «Привітання життя»’99 : [зб. поезій учасн. Конкурсу на здобуття Літ. премії ім. Б.-І.Антонича за 1999 р. / упор. Стефанія Андрусів]. — Львів : Каменяр, 2000. — 169 с. — С. 51 — 56.
5. Лілія Демидюк. Сліди (цикл) / Лілія Демидюк // Весняний легіт : [зб. творів переможців обл. конкурсу львівської МАН / упор. Марія Людкевич]. — Львів, 2000. — 94 с. — С.7 — 10.
6. Лілія Демидюк. Поезії / Лілія Демидюк // Гранослов'99 : [альманах / упор. В.Кордун та ін.]. — Київ : Національна Спілка письменників України, вид-во «Гранослов», 2001. — 263 с. — С. 21 — 32.
7. Лілія Демидюк. Авангарди пустель: Поезія / Лілія Демидюк. — Київ : Шкільний світ, 2002. — 72 с. — (Міжнар. конкурс «Гранослов»).
8. Лілія Демидюк. Мовчання на дощ / Лілія Демидюк // Пелюстковий автограф: антологія одного вірша / [упор. Марія Людкевич]. — Львів : Афіша, 2000. — 96 с. — С.24 — 25.
9. Лілія Демидюк. Мовчання на дощ (добірка поезій) / Лілія Демидюк // «Привітання життя» 2000–2002 : [зб. поезій учасн. Конкурсу на здобуття Літ. премії ім. Б.-І.Антонича за 2000–2002 рр.]. — Львів : Каменяр, 2003. — 286 с. — С. 71 — 75.
10. Лілія Демидюк. Ти — скінченний апокриф повітря. Час (цикл) / Лілія Демидюк // Пролог: альманах літературної студії «Франкова кузня» / [упор. Ігор Павлюк]. — Львів : Сполом, 2003. — 144 с. — С. 27 — 37.
11. Лілія Демидюк. Піраміди з піску / Лілія Демидюк. — Париж- Львів-Цвікау : «Зерна», 2005. — 70 с.
12. Лілія Демидюк. Пташка моєї відсутності (добірка поезій) / Лілія Демидюк // Грона : [літературно-мистецьке видання : Вип. 1 / упор. Л.Демидюк]. — Львів, 2006. — 192 с. — С.47 — 66.
13. Лілія Демидюк. Поезії / Лілія Демидюк // Гуманістичний вісник 2006. — Львів : Українські технології, 2006. — 190 с. — С. 57 — 60.
14. Лілія Демидюк. Печаль як мед / Лілія Демидюк // Літературний Львів. — 2006. — № 11. — С. 12 −13.
15. Лілія Демидюк. Поезії / Лілія Демидюк // Золота доба. — 2008. — № 9 (16). — С. 36 — 37.
16. Лілія Демидюк. Сурма / Лілія Демидюк // Третій міжнародний літературний фестиваль: Альманах / [упор. Неллі Клос]. — Львів, 2008. — 205 с. — С.258.
17. Лілія Демидюк. Вірші розлуки / Лілія Демидюк // Літературний Львів. — 2009. — № 1. — С. 6 — 7.
18. Лілія Демидюк. Поезії / Лілія Демидюк // Літературний Львів. — 2010. — № 6. — С. 4 — 5.
19. Лілія Демидюк. Поезії / Лілія Демидюк // ЛяЛяК (Львівська Літературна Криївка) : Антологія поезії 2000 рр. / [упор. Марія Шунь]. — Львів : ЛА «Піраміда», 2010. — 264 с. — С. 81 — 93.
20. Лілія Демидюк. Поезії / Лілія Демидюк // Філео + Логос (Люблю + Слово): літературно-художній журнал. — № 16. — 160 с. — С. 26 — 31.
21. сайт «Клуб поезії» [Архівовано 4 березня 2016 у Wayback Machine.]
22. сайт «Поетика» [Архівовано 9 листопада 2012 у Wayback Machine.]
23. сайт «Дотик словом» [Архівовано 25 травня 2013 у Wayback Machine.]
24. Всеукраїнське літературне об'єднання Glosa [Архівовано 28 травня 2011 у Wayback Machine.]
25. Поезія та авторська пісня України [Архівовано 7 жовтня 2012 у Wayback Machine.]

#### Проза
1. Лілія Демидюк. Ingvarr, Пастка / Лілія Демидюк // Дзвін. — 2007. — № 2. — С. 87 — 94.
2. Лілія Демидюк. Її ім'я / Лілія Демидюк // Літературний Львів. — 2007. — № 11. — С.6 — 7.
3. Лілія Демидюк. Пригадане / Лілія Демидюк // Літературний Львів. — 2008. — № 5. — С.4.
4. Лілія Демидюк. Світло і тінь / Лілія Демидюк // Витоки : Літературний альманах. Поезія. Проза. Літературна критика / [упор. Анатолій Криловець]. — Острог : Вид-во Національного ун-ту «Острозька академія», 2008. — Вип. 3. — 204 с. — С. 100–104.
5. Лілія Демидюк. Ingvarr та ін. оповідання / Лілія Демидюк // Нова проза : Альманах сучасної української літератури. — 2008. — Т.9. — 190 с. — С.31 — 59.
6. Лілія Демидюк. Зимові листи / Лілія Демидюк // Гуманістичний вісник 2009. — Львів : Українські технології, 2009. — 597 с. — С. 271–280.
7. Сайт «Погляд» [Архівовано 11 травня 2012 у Wayback Machine.]

## Конкурси
- 2000 р. — переможець Міжнародного літературного конкурсу «Гранослов» за рукопис збірки поезій «Авангарди пустель».[1][2]
- 2003 р. — переможець Міжнародного літературного конкурсу ім. Б. І. Антонича «Привітання життя» за рукопис збірки поезій «Піраміди з піску».[1][2]
- 2008 р. — переможець Всеукраїнського літературного конкурсу «Витоки» у номінації «Проза».[5]

## Виноски
1. 1 2 3  сайт "Укр.Літ." Архів оригіналу за 24 серпня 2012. Процитовано 17 грудня 2012.
2. 1 2 3  Біографія Лілії Демидюк на сайті poezii.org[недоступне посилання]
3. ↑  Відбулося чергове засідання Секретаріату НСПУ. НСПУ (укр.). 28 жовтня 2023. Процитовано 6 листопада 2023.
4. ↑  Довідка з сайту uazone.net. Архів оригіналу за 19 липня 2012. Процитовано 17 грудня 2012.
5. ↑  «Витоки». Випуск 3. (Національний університет «Острозька академія») (PDF). Архів оригіналу (PDF) за 4 березня 2016. Процитовано 17 грудня 2012.